# Diascorhynchidae
Famille
Les Diascorhynchidae sont une famille de vers plats aquatiques de l'ordre des Rhabdocoela (infra-ordre des Schizorhynchia  et sous-ordre des Kalyptorhynchia).

## Systématique
Le nom valide complet (avec auteur) de ce taxon est Diascorhynchidae Meixner, 1928.

### Liste des genres
Selon la base de données World Register of Marine Species (1er janvier 2024), la famille des Diascorhynchidae regroupe les genres suivants :
- Diascorhynchides Schilke, 1970
- Diascorhynchus Meixner, 1928

### Publication originale
(de) Josef Meixner, « Aberrante Kalyptorhynchia (Turbellaria: Rhabdocoela) aus dem Sande der Kieler Bucht », Zoologisher Anzeiger, vol. 77, 1928, pp.229-253